# Albers (Bad Wurzach)
Albers ist ein Weiler auf der Gemarkung Gospoldshofen der Stadt Bad Wurzach im baden-württembergischen Landkreis Ravensburg, welcher bereits 1482 ersterwähnt wurde.

## Geografie
Die Siedlung liegt rund 2,7 km nordöstlich des Stadtkerns. Albers wird von der Riedhangstraße, welche von Bad-Wurzach nach Dietmanns führt, durchfahren und liegt westlich des Naturschutzgebiets Wurzacher Ried.
Des Weiteren grenzt das FFH-Gebiet Wurzacher Ried und Rohrsee, das Vogelschutzgebiet Wurzacher Ried sowie das Naturschutzgebiet Wurzacher Ried direkt an den Westrand von Albers an.

## Kapelle
Die Kapelle in Albers, deren Ursprünge im 18. Jahrhundert liegen, hat einen rechteckigen Grundriss mit einer Dreiachtel-Chornische, ein Satteldach, das über der Chornische abgewalmt ist, sowie ein massiver Giebelreiter und einen Giebelgesims.
Obwohl der Kern der Kapelle Ende des 18. Jahrhunderts entstand, wurde sie in den Jahren 1848 und 1903 umgebaut.